# Центр сучасної культури у Дніпрі
Центр сучасної культури у Дніпрі (Dnipro Center for Contemporary Culture або DCCC) — культурна інституція, яка з 2019 року створює проєкти у сфері сучасного мистецтва, медіа, урбаністики та неформальної освіти. Платформа для міжнародного співробітництва, досліджень та роботи з міськими спільнотами. Розміщується у будівлі губернського земства — пам'ятці історії та архітектури місцевого значення.

## Історія

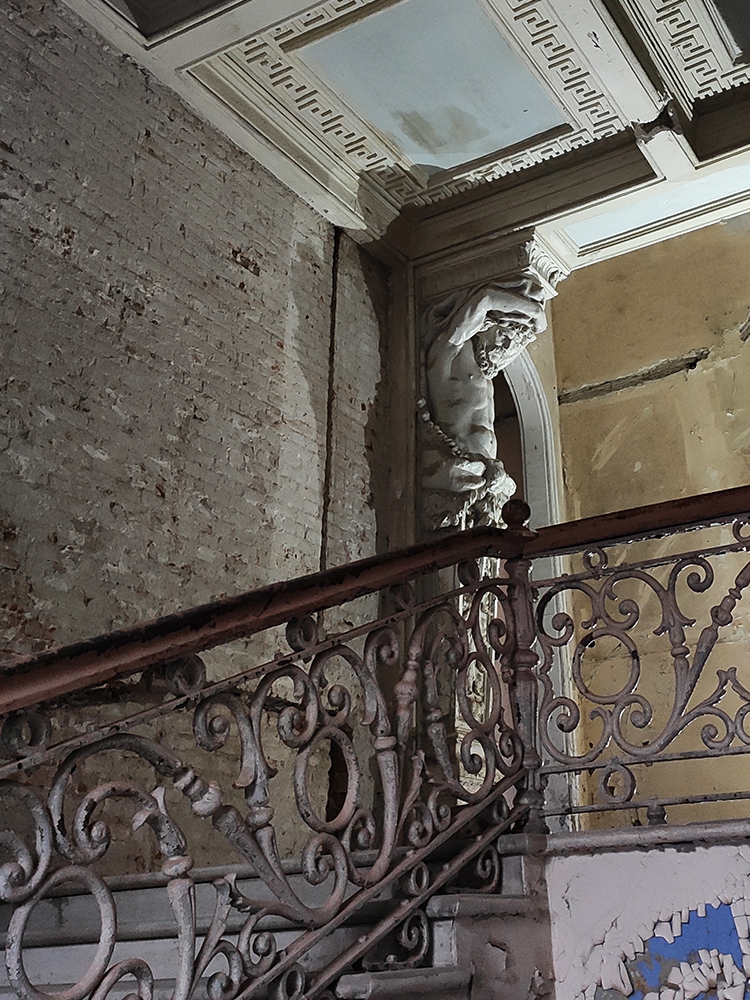
Парадні сходи Центру до початку ремонту, вересень 2020

Ініціатори створення DCCC — громадська організація Культура Медіальна, відома проведенням у Дніпрі фестивалю аудіовізуального мистецтва «Конструкція» та запуском культурного простору «Сцена:Stage» у парку Шевченка. 
Ідея створення культурного центру, який би став місцем для репрезентації сучасної культури та взаємодії між містянами, з’явилася ще у 2015 році. Після Революції Гідності Культура Медіальна створили фестиваль аудіовізуального мистецтва та нових медіа Конструкція, прагнучи ініціювати зміни в культурному середовищі Дніпра. Проєкт звертався до фізичного та уявного образу Дніпра, пропонував новий погляд на його особливості та привертав увагу до спільного: простору, відповідальності, майбутнього. Конструкція щорічно проводиться й дотепер у різних міських локаціях включно з DCCC. 
Після проведення перших фестивалів стало зрозуміло, що Дніпру не вистачає спільного простору, який би презентував актуальні світові культурно-мистецькі тенденції та водночас працював із локальним контекстом. Почалися пошуки фізичного місця для майбутнього Центру сучасної культури у Дніпрі, а поки його не було, інституція існувала лише у віртуальному просторі — як сторінка на Facebook. Близько двох років йшли перемовини із містом, областю та приватними власниками різних просторів у Дніпрі. За цей час було створено 5 концепцій та проєктів культурних центрів у різних локаціях, що так і не втілилися з різних причин, зокрема через те, що це некомерційний проєкт.
У 2017 році Культура Медіальна вдалася до експерименту — до четвертого фестивалю Конструкція спільно з командою архітекторів та мешканців Дніпра створили тимчасовий публічний простір Сцена:Stage. Він розташувався у закинутій частині парку Шевченка, на місці старого амфітеатру. Це була тимчасова дерев’яна споруда, де проходили кінопокази, лекції, воркшопи, виставки, концерти та інші події. Сцена:Stage з’явилася завдяки зусиллям містян: до побудови конструкції долучалися всі охочі, а кошти на неї збирали через краудфандинг. Цей проєкт став прототипом культурного центру — його будували саме для розуміння того, якого простору потребує місто. Вже за рік Сцена:Stage розібрали, почалась розробка DCCC, над концепцією якого спільно працювали команди Культура Медіальна, галереї Артсвіт, Альянс Франсез та Чеського центру в Києві.
Проєкт Сцена:Stage став відомим далеко за межами Дніпра. У червні 2018 року він отримав премію Special Mention на European Prize for Urban Public Space 2018 в Барселоні як один із найкращих публічних просторів Європи та номінувався на архітектурну європейську премію The European Union Prize for Contemporary Architecture — Mies van der Rohe Award.3
У 2018 році, після успішної роботи з проєктом Сцена:Stage, вдалося домовитися із власниками будівлі, благодійним фондом «Центр єврейської освіти», про створення культурного центру в будівлі колишнього губернського земства. Будівля розташовується на Крутогірному узвозі та складається із трьох корпусів: Старого, Нового й Секретарського. У другій половині 19 століття використовувалася як приватна резиденція, потім її придбали для розміщення губернської земської управи. З кінця 1990-х приміщення стояло покинутим, а вже з 2019 року коштом власників у ньому почалися реставраційні та ремонтні роботи. Для збереження пам’ятки команда архітекторів, істориків та фахівців у сфері культури сформувала комплексний підхід, що прагне показати різні періоди життя будівлі та водночас адаптувати її до сучасних потреб. 
Офіційне відкриття відбулося у жовтні 2020, проте події в інституції проходили ще з 2019 року. Наразі DCCC об’єднує кілька резидентів: громадську організацію Культура Медіальна, галерею Артсвіт та французький центр Альянс Франсез. Після початку повномасштабної війни тут також працювали волонтерські та гуманітарні ініціативи, а на базі DCCC діяв тимчасовий соціальний хаб, в якому проходили благодійні культурні та освітні події для дніпрян та тих, хто вимушено переїхав до міста.  
Місія DCCC — затвердити Дніпро на мапі Європи як активного учасника культурних процесів, підтримати та дослідити сучасну культуру міста. Цінності інституції: актуальність, соціально критичне мистецтво, якісний контент, міждисциплінарність, експериментальність, інноваційність, демократичність, відкритість, різноманітність, інклюзивність, свобода. 